# Brigitte de Fiesole
Pour les articles homonymes, voir Sainte Brigitte.
 (juin 2010).
Sainte Brigitte de Fiesole est une sainte irlandaise fêtée en Italie le 1er février.

## Tradition
Brigitte serait une sainte irlandaise arrivée en Italie au IXe siècle. Elle arrive avec Donat et André qui sont deux Irlandais. Elle se serait fixé un ermitage à proximité de Fiesole.

## La confusion avec Brigitte de Kildare
Une Vie d'André et de Brigitte est écrite au XIIIe siècle, dans un contexte d'opposition entre l'évêché de Fiesole et l'évêché de Florence. Pour revendiquer l'appartenance d'une bourgade nommée Sancta Brigida, on invente les personnages d'André et de Brigitte, en disant qu'ils ont accompagné l'évêque Donat de Fiesole au IXe siècle. 
Donat est un personnage bien réel très bien documenté. À son époque, il répand en Italie le culte irlandais de Brigitte de Kildare, dont il écrit une Vie en vers, la Vita Metrica Sancta Brigida et à qui il dédie une église et un xenodochium à Plaisance, qu'il offre au monastère de Bobbio.
Au Moyen Âge central et tardif, le culte de Brigitte de Kildare diffusé par Donat semble oublié, toutes ses traces sont récupérées pour le culte de Brigitte de Fiesole, et à d'autres endroits en Italie, par celui de Brigitte de Suède.